# Guojiadian (köpinghuvudort i Kina, Shandong Sheng, lat 37,08, long 120,16)
Guojiadian (kinesiska: 郭家店, 郭家店镇) är en köpinghuvudort i Kina. Den ligger i provinsen Shandong, i den östra delen av landet, omkring 280 kilometer öster om provinshuvudstaden Jinan. Antalet invånare är 50 544. Befolkningen består av 24 963 kvinnor och 25 581 män. Barn under 15 år utgör 11,0 %, vuxna 15-64 år 74 %, och äldre över 65 år 14,0 %.
Runt Guojiadian är det tätbefolkat, med 411 invånare per kvadratkilometer. Guojiadian är det största samhället i trakten. Trakten runt Guojiadian består till största delen av jordbruksmark.
Genomsnittlig årsnederbörd är 801 millimeter. Den regnigaste månaden är juli, med i genomsnitt 317 mm nederbörd, och den torraste är januari, med 11 mm nederbörd.